# Řetice
Rybníček Řetice je jedním ze dvou malých rybníčků, nalézajících se Stračím potoce na jihozápadním okraji obce Straky v okrese Mladá Boleslav. Vodní plocha má rozlohu asi 0,3 ha. Druhým rybníčkem je Pančák.

## Galerie

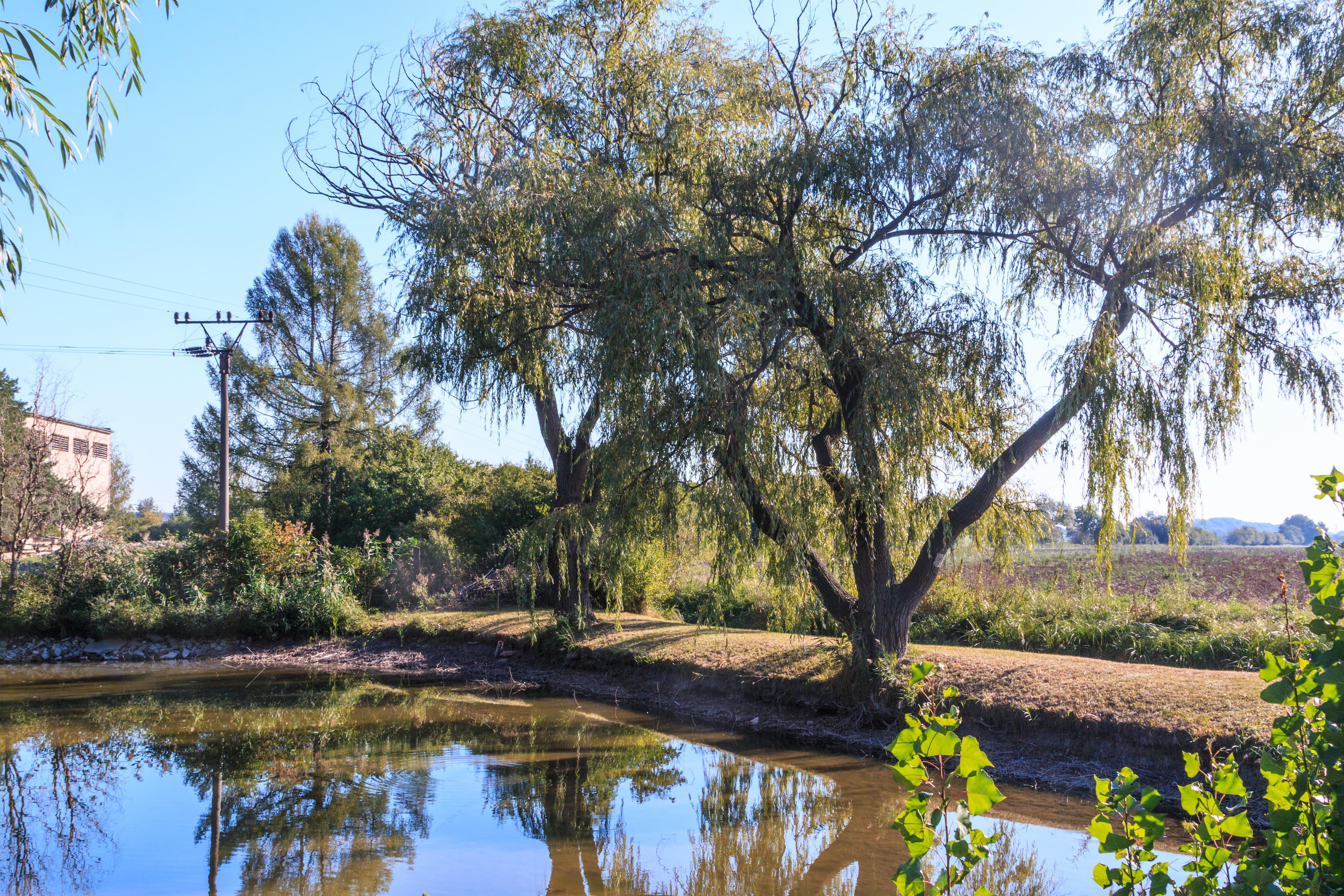
Rybník Řetice u obce Straky
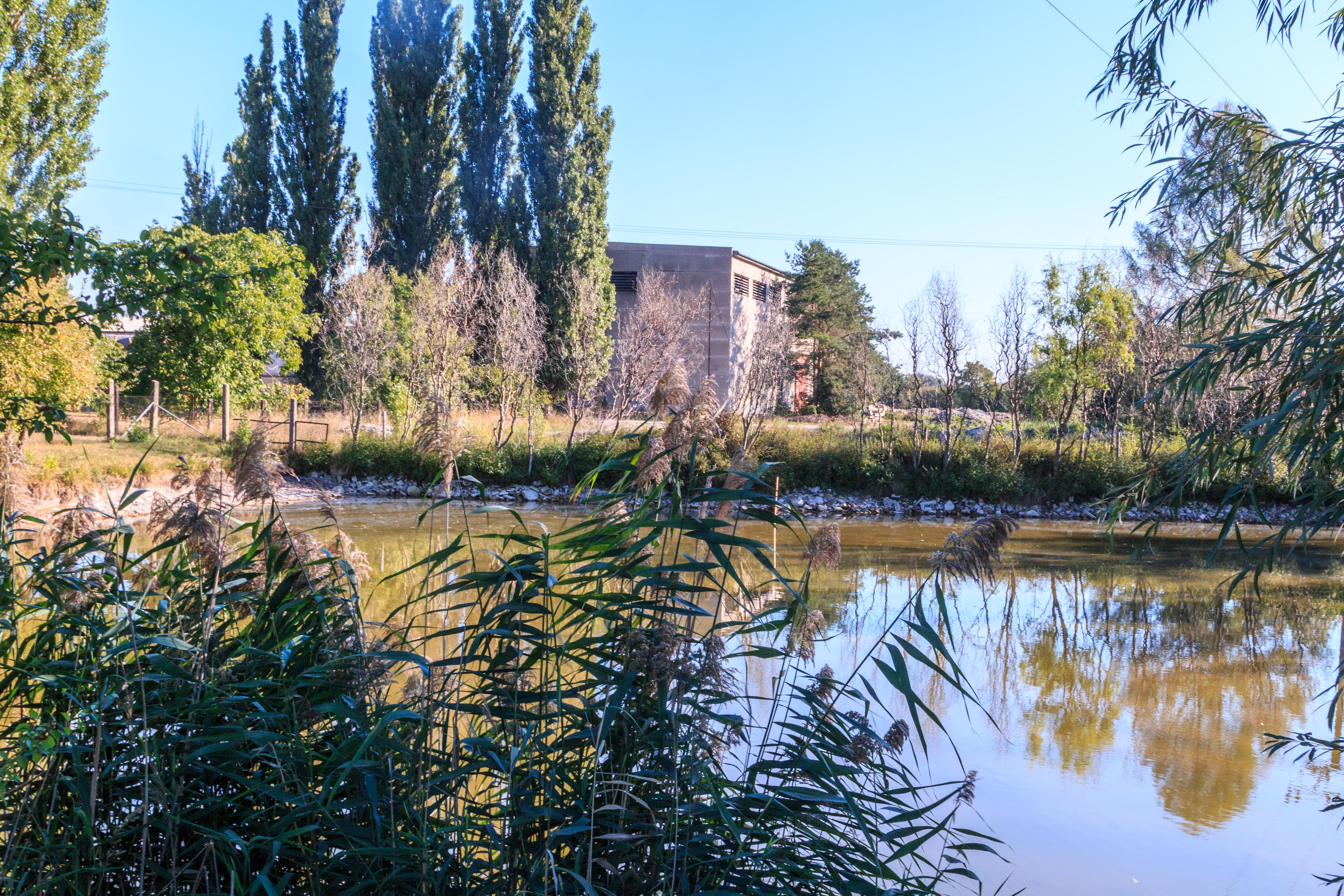
Rybník Řetice u obce Straky
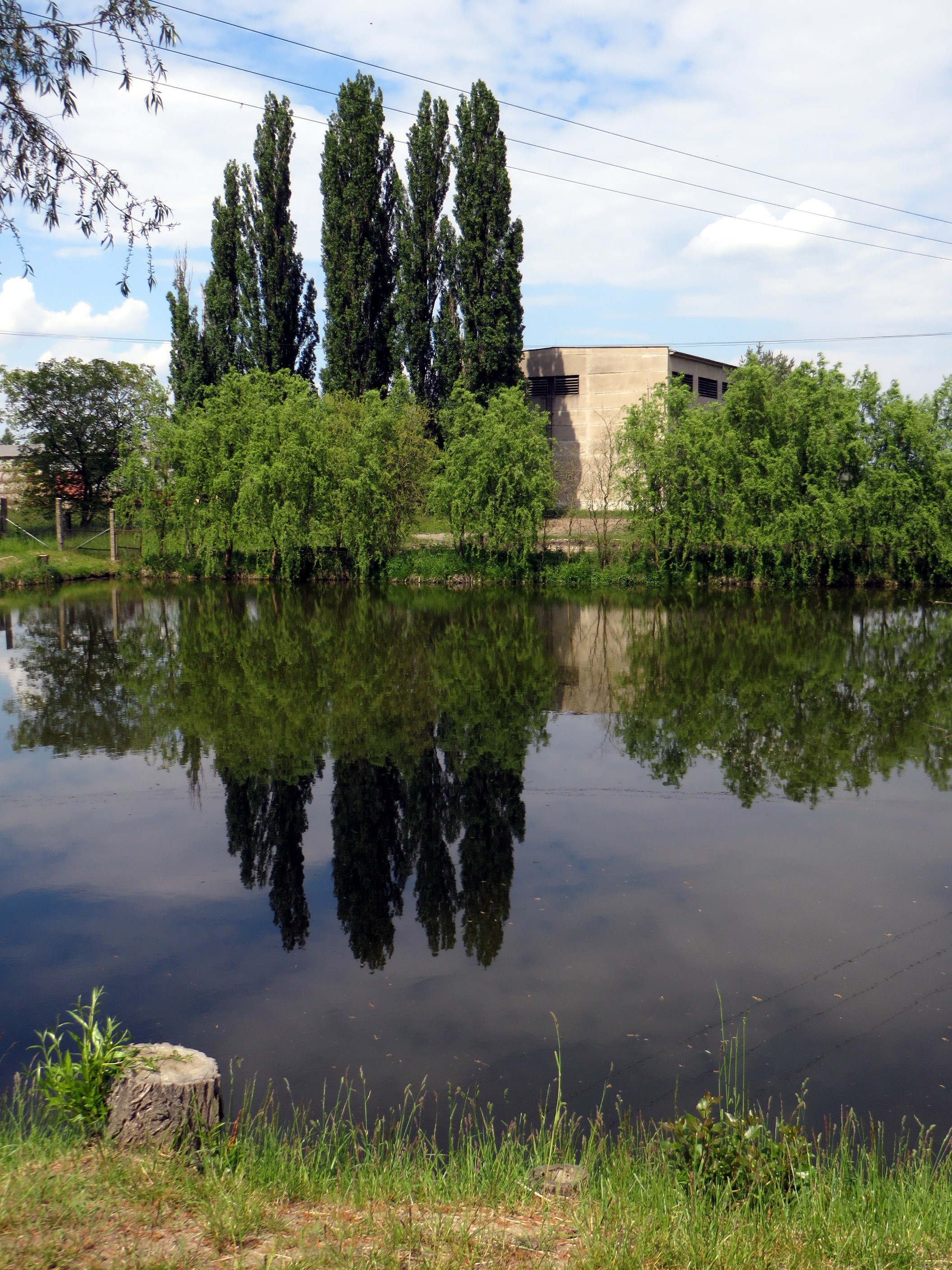
Rybník Řetice u obce Straky